# Giải quần vợt Pháp Mở rộng 2019
Giải quần vợt Pháp Mở rộng 2019 là một giải quần vợt Grand Slam được thi đấu trên mặt sân đất nện. Giải đấu sẽ diễn ra tại Stade Roland Garros ở Paris, Pháp từ ngày 26 tháng 5 đến ngày 9 tháng 6, bao gồm các tay vợt chuyên nghiệp trong các trận đấu đơn, đôi và đôi hỗn hợp. Người chơi xe lăn (khuyết tật) và trẻ cũng sẽ tham gia vào các sự kiện đơn và đôi. Rafael Nadal là đương kim vô địch đơn nam và giành được 12 danh hiệu đơn Giải quần vợt Pháp Mở rộng. Simona Halep là đương kim vô địch nội dung đơn nữ, nhưng thua ở vòng tứ kết.
Đây là lần thứ 123 Giải quần vợt Pháp Mở rộng được tổ chức và là giải Grand Slam thứ 2 trong năm 2019. Các vòng đấu chính nội dung đơn sẽ bao gồm 16 tay vợt vượt qua vòng loại cho nam và 12 tay vợt vượt qua vòng loại cho nữ trong số 128 tay vợt ở mỗi nội dung. Điều này trái ngược với hai giải Grand Slam khác – Giải quần vợt Úc Mở rộng và Wimbledon, khi từ năm 2019 tăng số lượng tay vợt nữ vượt qua vòng loại lên thành 16, để phù hợp với Giải quần vợt Mỹ Mở rộng.
2019 là năm cuối cùng giải đấu không có mái ở tất cả sân quần vợt. Vào ngày 5 tháng 6 năm 2019, ngày thi đấu của giải đã bị hoãn vì mưa. Đây cũng là giải Grand Slam duy nhất vẫn giữ advantage set trong set cuối, trong khi Giải quần vợt Úc Mở rộng và Wimbledon đã chuyển sang tiebreaks.

## Giải đấu

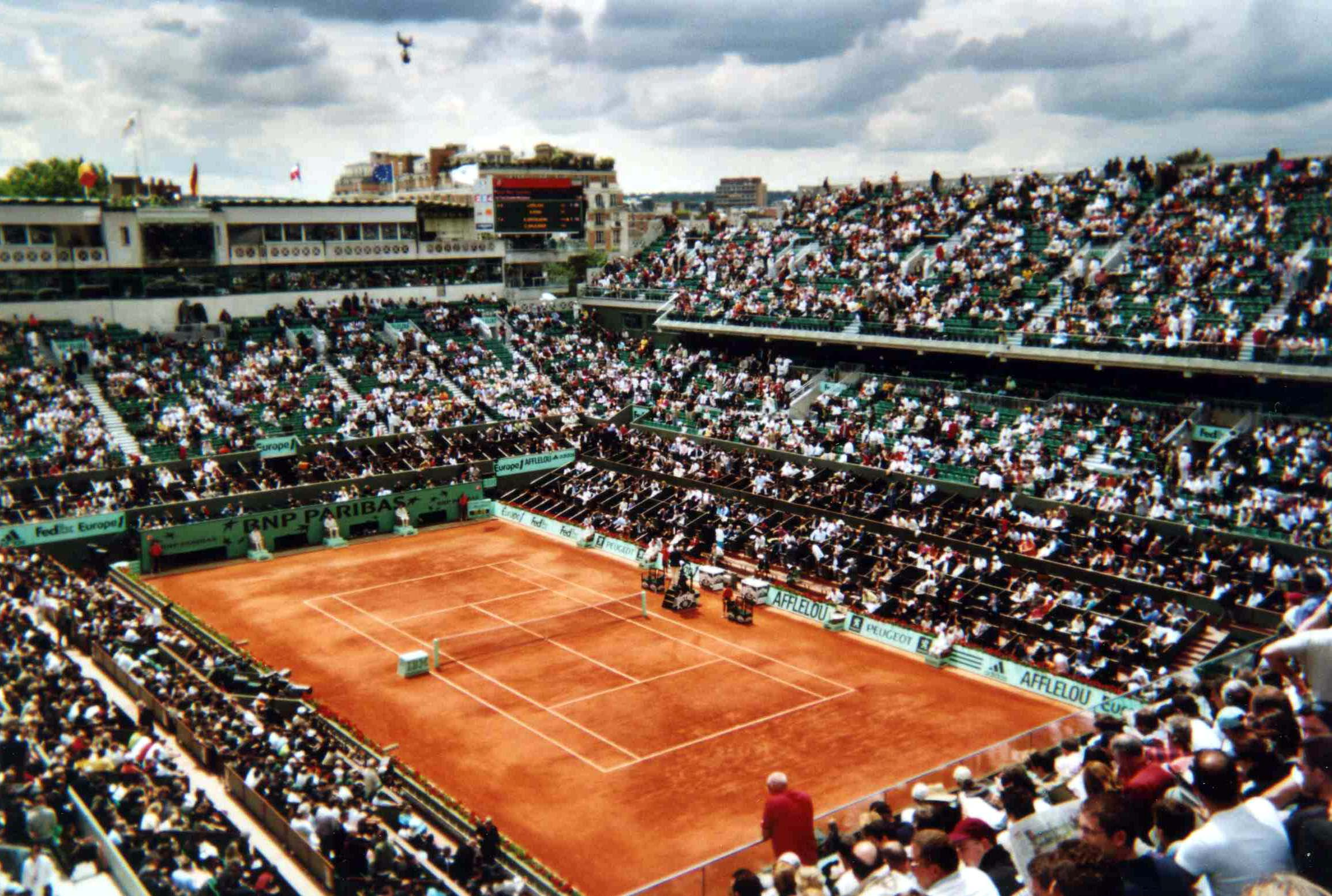
Sân Philippe Chatrier là nơi diễn ra trận chung kết Pháp Mở rộng.

Giải quần vợt Pháp Mở rộng 2019 là lần thứ 123 giải Pháp Mở rộng được tổ chức và diễn ra tại Stade Roland Garros ở Paris. Một đồng hồ shot mới cho 25 giây cho tay vợt serving, giữa các điểm sẽ được áp dụng. Ngoài ra, đối với giải trẻ, service sẽ không được áp dụng.
Giải đấu được điều hành bởi Liên đoàn quần vợt quốc tế (ITF) và là một phần của lịch thi đấu ATP Tour 2019 và WTA Tour 2019 dưới thể loại Grand Slam. Giải đấu bao gồm các nội dung đơn và đôi của nam và nữ cũng như nội dung đôi nam nữ.
Giải đấu cũng có các nội dung đơn và đôi cho các vận động viên nam trẻ và nữ trẻ (dưới 18 tuổi), là một phần ở thể loại Hạng A của giải đấu, và có các nội dung đơn, đôi và quad cho các vận động quần vợt xe lăn dưới thể loại Grand Slam. Giải đấu sẽ được thi đấu trên mặt sân đất nện và được diễn ra trên 23 sân, trong đó có 3 sân chính, Sân Philippe Chatrier, Sân Suzanne Lenglen và sân mới là Sân Simonne Mathieu.

## Điểm và tiền thưởng

### Phân phối điểm
Dưới đây là bảng phân bố điểm cho từng giai đoạn của giải đấu.

#### Vận động viên chuyên nghiệp
| Sự kiện | VĐ   | CK   | BK  | TK  | Vòng 1/16 | Vòng 1/32 | Vòng 1/64 | Vòng 1/128 | Q  | Q3 | Q2 | Q1 |
| Đơn nam | 2000 | 1200 | 720 | 360 | 180       | 90        | 45        | 10         | 25 | 16 | 8  | 0  |
| Đôi nam | 2000 | 1200 | 720 | 360 | 180       | 90        | 0         | —          | —  | —  | —  | —  |
| Đơn nữ  | 2000 | 1300 | 780 | 430 | 240       | 130       | 70        | 10         | 40 | 30 | 20 | 2  |
| Đôi nữ  | 2000 | 1300 | 780 | 430 | 240       | 130       | 10        | —          | —  | —  | —  | —  |

| Sự kiện  | VĐ  | CK  | BK/Hạng 3 | TK/Hạng 4 |
| Đơn      | 800 | 500 | 375       | 100       |
| Đôi      | 800 | 500 | 100       | —         |
| Đơn Quad | 800 | 500 | 100       | —         |
| Đôi Quad | 800 | 100 | —         | —         |

| Sự kiện     | VĐ   | CK  | BK  | TK  | Vòng 1/16 | Vòng 1/32 | Q  | Q3 |
| Đơn nam trẻ | 1000 | 600 | 370 | 200 | 100       | 45        | 30 | 20 |
| Đơn nữ trẻ  | 1000 | 600 | 370 | 200 | 100       | 45        | 30 | 20 |
| Đôi nam trẻ | 750  | 450 | 275 | 150 | 75        | —         | —  | —  |
| Đôi nữ trẻ  | 750  | 450 | 275 | 150 | 75        | —         | —  | —  |

### Tiền thưởng
Tổng số tiền thưởng của giải đấu là €42,661,000, tăng 8% so với năm 2018. Nhà vô địch của nội dung đơn nam và đơn nữ sẽ nhận €2,300,000, tăng €100,000 so với năm 2018.
| Sự kiện      | VĐ         | CK         | BK       | TK       | Vòng 1/16 | Vòng 1/32 | Vòng 1/64 | Vòng 1/128 | Q3      | Q2      | Q1     |
| Đơn          | €2,300,000 | €1,180,000 | €590,000 | €415,000 | €243,000  | €143,000  | €87,000   | €46,000    | €24,000 | €12,250 | €7,000 |
| Đôi *        | €580,000   | €290,000   | €146,000 | €79,500  | €42,500   | €23,000   | €11,500   | —          | —       | —       | —      |
| Đôi nam nữ * | €122,000   | €61,000    | €31,000  | €17,500  | €10,000   | €5,000    | —         | —          | —       | —       | —      |
| Đơn xe lăn   | €53,000    | €26,500    | €13,500  | €6,750   | —         | —         | —         | —          | —       | —       | —      |
| Đôi xe lăn * | €16,000    | €8,000     | €4,750   | —        | —         | —         | —         | —          | —       | —       | —      |

* mỗi đội

## Tóm tắt kết quả
Giải quần vợt Pháp Mở rộng 2019 - Đơn nam
| Nhà vô địch                      | Nhà vô địch                | Á quân                     | Á quân                    |
| -------------------------------- | -------------------------- | -------------------------- | ------------------------- |
| Rafael Nadal [2]                 | Rafael Nadal [2]           | Dominic Thiem [4]          | Dominic Thiem [4]         |
| Thua bán kết                     |                            |                            |                           |
| Novak Djokovic                   | Novak Djokovic             | Roger Federer [3]          | Roger Federer [3]         |
| Thua tứ kết                      |                            |                            |                           |
| Alexander Zverev [5]             | Karen Khachanov [10]       | Stan Wawrinka [24]         | Kei Nishikori [7]         |
| Thua vòng 4                      |                            |                            |                           |
| Jan-Lennard Struff               | Fabio Fognini [9]          | Gaël Monfils [14]          | Juan Martín del Potro [8] |
| Stefanos Tsitsipas [6]           | Leonardo Mayer             | Benoît Paire               | Juan Ignacio Londero      |
| Thua vòng 3                      |                            |                            |                           |
| Salvatore Caruso (Q)             | Borna Ćorić [13]           | Roberto Bautista Agut [18] | Dušan Lajović [30]        |
| Pablo Cuevas                     | Antoine Hoang (WC)         | Martin Kližan              | Jordan Thompson           |
| Filip Krajinović                 | Grigor Dimitrov            | Nicolas Mahut (WC)         | Casper Ruud               |
| Laslo Đere [31]                  | Pablo Carreño Busta        | Corentin Moutet (WC)       | David Goffin [27]         |
| Thua vòng 2                      |                            |                            |                           |
| Henri Laaksonen (LL)             | Gilles Simon [26]          | Radu Albot                 | Lloyd Harris              |
| Federico Delbonis                | Taylor Fritz               | Elliot Benchetrit (WC)     | Mikael Ymer (Q)           |
| Alexander Bublik                 | Kyle Edmund [28]           | Fernando Verdasco [23]     | Adrian Mannarino          |
| Grégoire Barrère (WC)            | Lucas Pouille [22]         | Ivo Karlović               | Yoshihito Nishioka        |
| Hugo Dellien                     | Roberto Carballés Baena    | Cristian Garín             | Marin Čilić [11]          |
| Philipp Kohlschreiber            | Diego Schwartzman [17]     | Matteo Berrettini [29]     | Oscar Otte (LL)           |
| Jo-Wilfried Tsonga (PR)          | Alexei Popyrin (WC)        | Alex de Minaur [21]        | Pierre-Hugues Herbert     |
| Richard Gasquet                  | Guido Pella [19]           | Miomir Kecmanović          | Yannick Maden (Q)         |
| Thua vòng 1                      |                            |                            |                           |
| Hubert Hurkacz                   | Pedro Martínez (Q)         | Jaume Munar                | Sergiy Stakhovsky (LL)    |
| Denis Shapovalov [20]            | Tennys Sandgren (Q)        | Lukáš Rosol (LL)           | Aljaž Bedene              |
| Andreas Seppi                    | Guillermo García López (Q) | Bernard Tomic              | Steve Johnson             |
| Thiago Monteiro (Q)              | Cameron Norrie             | Blaž Rola (Q)              | John Millman              |
| Tommy Paul (WC)                  | Rudolf Molleker (Q)        | Maxime Janvier (WC)        | Jérémy Chardy             |
| Dan Evans                        | Damir Džumhur              | Taro Daniel                | Stefano Travaglia (Q)     |
| Cedrik-Marcel Stebe (PR)         | Matthew Ebden              | Mikhail Kukushkin          | Simone Bolelli (Q)        |
| Alejandro Davidovich Fokina (LL) | Feliciano López            | Mackenzie McDonald         | Nicolás Jarry             |
| Maximilian Marterer              | Prajnesh Gunneswaran       | Alexandre Müller (Q)       | Frances Tiafoe [32]       |
| Jozef Kovalík (PR)               | Reilly Opelka              | Janko Tipsarević (PR)      | Thomas Fabbiano           |
| Marco Cecchinato [16]            | Robin Haase                | Jiří Veselý                | Márton Fucsovics          |
| Pablo Andújar                    | Ernests Gulbis             | Malek Jaziri               | Lorenzo Sonego            |
| Quentin Halys (WC)               | Peter Gojowczyk            | Ugo Humbert                | Albert Ramos Viñolas      |
| Bradley Klahn                    | João Sousa                 | Marius Copil               | Daniil Medvedev [12]      |
| Nikoloz Basilashvili [15]        | Mischa Zverev              | Alexey Vatutin (Q)         | Guido Andreozzi           |
| Ričardas Berankis                | Denis Kudla                | Kimmer Coppejans (Q)       | Yannick Hanfmann (Q)      |

Giải quần vợt Pháp Mở rộng 2019 - Đơn nữ
| Nhà vô địch               | Nhà vô địch           | Á quân                     | Á quân                     |
| ------------------------- | --------------------- | -------------------------- | -------------------------- |
| Ashleigh Barty [8]        | Ashleigh Barty [8]    | Markéta Vondroušová        | Markéta Vondroušová        |
| Thua bán kết              |                       |                            |                            |
| Amanda Anisimova          | Amanda Anisimova      | Johanna Konta [26]         | Johanna Konta [26]         |
| Thua tứ kết               |                       |                            |                            |
| Madison Keys [14]         | Simona Halep [3]      | Sloane Stephens [7]        | Petra Martić [31]          |
| Thua vòng 4               |                       |                            |                            |
| Kateřina Siniaková        | Sofia Kenin           | Iga Świątek                | Aliona Bolsova (Q)         |
| Garbiñe Muguruza [19]     | Donna Vekić [23]      | Anastasija Sevastova [12]  | Kaia Kanepi                |
| Thua vòng 3               |                       |                            |                            |
| Naomi Osaka [1]           | Anna Blinkova (Q)     | Serena Williams [10]       | Andrea Petkovic            |
| Lesia Tsurenko [27]       | Monica Puig           | Irina-Camelia Begu         | Ekaterina Alexandrova      |
| Polona Hercog             | Elina Svitolina [9]   | Belinda Bencic [15]        | Viktória Kužmová           |
| Carla Suárez Navarro [28] | Elise Mertens [20]    | Veronika Kudermetova       | Karolína Plíšková [2]      |
| Thua vòng 2               |                       |                            |                            |
| Victoria Azarenka         | Maria Sakkari [29]    | Caroline Garcia [24]       |                            |
| Kurumi Nara (Q)           | Bianca Andreescu [22] | Hsieh Su-wei [25]          | Danielle Collins           |
| Magda Linette             | Aleksandra Krunić     | Daria Kasatkina [21]       | Wang Qiang [16]            |
| Aryna Sabalenka [11]      | Karolína Muchová      | Samantha Stosur            | Sorana Cîrstea             |
| Sara Sorribes Tormo       | Jennifer Brady        | Johanna Larsson            | Kateryna Kozlova           |
| Laura Siegemund           | Rebecca Peterson      | Lauren Davis (WC)          | Kiki Bertens [4]           |
| Anastasia Potapova        | Shelby Rogers (PR)    | Diane Parry (WC)           | Mandy Minella              |
| Zarina Diyas              | Zhang Shuai           | Kristina Mladenovic        | Kristína Kučová (Q)        |
| Thua vòng 1               |                       |                            |                            |
| Anna Karolína Schmiedlová | Jeļena Ostapenko      | Elena Rybakina (Q)         | Anna Tatishvili (PR)       |
| Mona Barthel              | Margarita Gasparyan   | Tímea Babos (LL)           | Evgeniya Rodina            |
| Vitalia Diatchenko        | Dalila Jakupović      | Giulia Gatto-Monticone (Q) | Marie Bouzková (LL)        |
| Viktorija Golubic         | Alison Riske          | Tatjana Maria              | Jessica Pegula             |
| Ajla Tomljanović          | Chloé Paquet (WC)     | Daria Gavrilova            | Eugenie Bouchard           |
| Jasmine Paolini (Q)       | Kirsten Flipkens      | Selena Janicijevic (WC)    | Zheng Saisai               |
| Dominika Cibulková        | Harmony Tan (WC)      | Zhu Lin                    | Anett Kontaveit [17]       |
| Mihaela Buzărnescu [30]   | Barbora Strýcová      | Vera Zvonareva             | Kaja Juvan (LL)            |
| Misaki Doi                | Alison Van Uytvanck   | Ivana Jorović              | Aliaksandra Sasnovich [32] |
| Taylor Townsend           | Magdaléna Rybáriková  | Bernarda Pera (Q)          | Venus Williams             |
| Jessika Ponchet (WC)      | Sofya Zhuk (Q)        | Yulia Putintseva           | Liudmila Samsonova (Q)     |
| Antonia Lottner (Q)       | Kristýna Plíšková     | Alizé Cornet               | Pauline Parmentier         |
| Angelique Kerber [5]      | Wang Yafan            | Astra Sharma               | Dayana Yastremska          |
| Tamara Zidanšek           | Vera Lapko            | Anastasia Pavlyuchenkova   | Luksika Kumkhum            |
| Caroline Wozniacki [13]   | Audrey Albié (WC)     | Varvara Lepchenko (Q)      | Julia Görges [18]          |
| Ons Jabeur                | Fiona Ferro           | Svetlana Kuznetsova        | Madison Brengle            |

## Tóm tắt từng ngày

### Ngày 1 (26 tháng 5)
- Lịch thi đấu
- Hạt giống bị loại:
  - Đơn nam:  Marco Cecchinato [16]
  - Đơn nữ:  Angelique Kerber [5]

| Trận đấu trên Sân chính                             | Trận đấu trên Sân chính                             | Trận đấu trên Sân chính                             | Trận đấu trên Sân chính                             |
| Trận đấu trên Sân Philippe Chatrier (Sân Trung tâm) | Trận đấu trên Sân Philippe Chatrier (Sân Trung tâm) | Trận đấu trên Sân Philippe Chatrier (Sân Trung tâm) | Trận đấu trên Sân Philippe Chatrier (Sân Trung tâm) |
| Sự kiện                                             | Người thắng trận                                    | Người thua cuộc                                     | Tỷ số                                               |
| --------------------------------------------------- | --------------------------------------------------- | --------------------------------------------------- | --------------------------------------------------- |
| Vòng 1 đơn nữ                                       | Anastasia Potapova                                  | Angelique Kerber [5]                                | 6–4, 6–2                                            |
| Vòng 1 đơn nam                                      | Stefanos Tsitsipas [6]                              | Maximilian Marterer                                 | 6–2, 6–2, 7–6(7–4)                                  |
| Vòng 1 đơn nam                                      | Roger Federer [3]                                   | Lorenzo Sonego                                      | 6−2, 6−4, 6−4                                       |
| Vòng 1 đơn nữ                                       | Karolína Plíšková [2]                               | Madison Brengle                                     | 6–2, 6–3                                            |
| Trận đấu trên Sân Suzanne Lenglen (Grandstand)      |                                                     |                                                     |                                                     |
| Sự kiện                                             | Người thắng trận                                    | Người thua cuộc                                     | Tỷ số                                               |
| Vòng 1 đơn nam                                      | Marin Čilić [11]                                    | Thomas Fabbiano                                     | 6–3, 7–5, 6–1                                       |
| Vòng 1 đơn nam                                      | Kei Nishikori [7]                                   | Quentin Halys [WC]                                  | 6–2, 6–3, 6–4                                       |
| Vòng 1 đơn nữ                                       | Kristina Mladenovic                                 | Fiona Ferro                                         | 6–3, 7–6(7–3)                                       |
| Vòng 1 đơn nữ                                       | Sloane Stephens [7]                                 | Misaki Doi                                          | 6–3, 7–6(7–4)                                       |
| Trận đấu trên Sân Simonne Mathieu                   |                                                     |                                                     |                                                     |
| Sự kiện                                             | Người thắng trận                                    | Người thua cuộc                                     | Tỷ số                                               |
| Vòng 1 đơn nữ                                       | Garbiñe Muguruza [19]                               | Taylor Townsend                                     | 5–7, 6–2, 6–2                                       |
| Vòng 1 đơn nam                                      | Nicolas Mahut [WC]                                  | Marco Cecchinato [16]                               | 2–6, 6–7(6–8), 6–4, 6–2, 6–4                        |
| Vòng 1 đơn nữ                                       | Elina Svitolina [9]                                 | Venus Williams                                      | 6–3, 6–3                                            |
| Vòng 1 đơn nam                                      | David Goffin [27]                                   | Ričardas Berankis                                   | 6–0, 6–2, 6–2                                       |

### Ngày 2 (27 tháng 5)
- Lịch thi đấu
- Hạt giống:
  - Đơn nam:  Daniil Medvedev [12],  Nikoloz Basilashvili [15],  Denis Shapovalov [20],  Frances Tiafoe [32]
  - Đơn nữ:  Caroline Wozniacki [13],  Julia Görges [18],  Mihaela Buzărnescu [30],  Aliaksandra Sasnovich [32]

| Trận đấu trên Sân chính                             | Trận đấu trên Sân chính                             | Trận đấu trên Sân chính                             | Trận đấu trên Sân chính                             |
| Trận đấu trên Sân Philippe Chatrier (Sân Trung tâm) | Trận đấu trên Sân Philippe Chatrier (Sân Trung tâm) | Trận đấu trên Sân Philippe Chatrier (Sân Trung tâm) | Trận đấu trên Sân Philippe Chatrier (Sân Trung tâm) |
| Sự kiện                                             | Người thắng trận                                    | Người thua cuộc                                     | Tỷ số                                               |
| --------------------------------------------------- | --------------------------------------------------- | --------------------------------------------------- | --------------------------------------------------- |
| Vòng 1 đơn nữ                                       | Veronika Kudermetova                                | Caroline Wozniacki [13]                             | 0–6, 6–3, 6–3                                       |
| Vòng 1 đơn nam                                      | Rafael Nadal [2]                                    | Yannick Hanfmann [Q]                                | 6–2, 6–1, 6–3                                       |
| Vòng 1 đơn nam                                      | Novak Djokovic [1]                                  | Hubert Hurkacz                                      | 6–4, 6–2, 6–2                                       |
| Vòng 1 đơn nữ                                       | Serena Williams [10]                                | Vitalia Diatchenko                                  | 2–6, 6–1, 6–0                                       |
| Trận đấu trên Sân Suzanne Lenglen (Grandstand)      |                                                     |                                                     |                                                     |
| Sự kiện                                             | Người thắng trận                                    | Người thua cuộc                                     | Tỷ số                                               |
| Vòng 1 đơn nữ                                       | Kiki Bertens [4]                                    | Pauline Parmentier                                  | 6–3, 6–4                                            |
| Vòng 1 đơn nữ                                       | Sorana Cîrstea                                      | Kaja Juvan [LL]                                     | 5–7, 6–4, 7–5                                       |
| Vòng 1 đơn nam                                      | Jo-Wilfried Tsonga [PR]                             | Peter Gojowczyk                                     | 7–6(7–4), 6–1, 4–6, 6–3                             |
| Vòng 1 đơn nam                                      | Dominic Thiem [4]                                   | Tommy Paul [WC]                                     | 6–4, 4–6, 7–6(7–5), 6–2                             |
| Trận đấu trên Sân Simonne Mathieu                   |                                                     |                                                     |                                                     |
| Sự kiện                                             | Người thắng trận                                    | Người thua cuộc                                     | Tỷ số                                               |
| Vòng 1 đơn nữ                                       | Viktória Kužmová                                    | Alizé Cornet                                        | 6–4, 6–3                                            |
| Vòng 1 đơn nam                                      | Richard Gasquet                                     | Mischa Zverev                                       | 6–3, 6–4, 6–3                                       |
| Vòng 1 đơn nam                                      | Stan Wawrinka [24]                                  | Jozef Kovalík [PR]                                  | 6–1, 6–7(3–7), 6–2, 6–3                             |
| Vòng 1 đơn nữ                                       | Samantha Stosur                                     | Barbora Strýcová                                    | 6–2, 7–6(7–3)                                       |

### Ngày 3 (28 tháng 5)
- Lịch thi đấu
- Hạt giống bị loại:
  - Đơn nữ:  Anett Kontaveit [17]
  - Đôi nam:  Jamie Murray /  Bruno Soares [2],  Raven Klaasen /  Michael Venus [6],  Máximo González /  Horacio Zeballos [9],  Ivan Dodig /  Édouard Roger-Vasselin [12],  Ben McLachlan /  Jan-Lennard Struff [15],  Austin Krajicek /  Artem Sitak [16]

| Trận đấu trên Sân chính                             | Trận đấu trên Sân chính                             | Trận đấu trên Sân chính                             | Trận đấu trên Sân chính                             |
| Trận đấu trên Sân Philippe Chatrier (Sân Trung tâm) | Trận đấu trên Sân Philippe Chatrier (Sân Trung tâm) | Trận đấu trên Sân Philippe Chatrier (Sân Trung tâm) | Trận đấu trên Sân Philippe Chatrier (Sân Trung tâm) |
| Sự kiện                                             | Người thắng trận                                    | Người thua cuộc                                     | Tỷ số                                               |
| --------------------------------------------------- | --------------------------------------------------- | --------------------------------------------------- | --------------------------------------------------- |
| Vòng 1 đơn nam                                      | Alexander Zverev [5]                                | John Millman                                        | 7−6(7−4), 6−3, 2−6, 6−7(5−7), 6−3                   |
| Vòng 1 đơn nữ                                       | Naomi Osaka [1]                                     | Anna Karolína Schmiedlová                           | 0−6, 7−6(7−4), 6−1                                  |
| Vòng 1 đơn nữ                                       | Simona Halep [3]                                    | Ajla Tomljanović                                    | 6−2, 3−6, 6−1                                       |
| Vòng 1 đơn nam                                      | Gaël Monfils [14]                                   | Taro Daniel                                         | 6−0, 6−4, 6−1                                       |
| Trận đấu trên Sân Suzanne Lenglen (Grandstand)      |                                                     |                                                     |                                                     |
| Sự kiện                                             | Người thắng trận                                    | Người thua cuộc                                     | Tỷ số                                               |
| Vòng 1 đơn nam                                      | Juan Martín del Potro [8]                           | Nicolás Jarry                                       | 3–6, 6–2, 6–1, 6–4                                  |
| Vòng 1 đơn nữ                                       | Caroline Garcia [24]                                | Mona Barthel                                        | 6−2, 6−4                                            |
| Vòng 1 đơn nam                                      | Lucas Pouille [22]                                  | Simone Bolelli [Q]                                  | 6−3, 6−4, 7−5                                       |
| Vòng 1 đơn nữ                                       | Madison Keys [14]                                   | Evgeniya Rodina                                     | 6−1, 6−2                                            |
| Trận đấu trên Sân Simonne Mathieu                   |                                                     |                                                     |                                                     |
| Sự kiện                                             | Người thắng trận                                    | Người thua cuộc                                     | Tỷ số                                               |
| Vòng 1 đơn nam                                      | Fabio Fognini [9]                                   | Andreas Seppi                                       | 6–3, 6–0, 3–6, 6–3                                  |
| Vòng 1 đơn nữ                                       | Victoria Azarenka                                   | Jeļena Ostapenko                                    | 6−4, 7−6(7−4)                                       |
| Vòng 1 đơn nwux                                     | Aryna Sabalenka [11]                                | Dominika Cibulková                                  | 7−5, 6−1                                            |
| Vòng 1 đơn nam                                      | Adrian Mannarino                                    | Stefano Travaglia [Q]                               | 6−7(5−7), 6−3, 3−6, 6−2, 6−2                        |

### Ngày 4 (29 tháng 5)
- Lịch thi đấu
- Hạt giống bị loại:
  - Đơn nam:  Marin Čilić [11],  Guido Pella [19],  Alex de Minaur [21],  Matteo Berrettini [29]
  - Đơn nữ:  Kiki Bertens [4]
  - Đôi nam:  Nikola Mektić /  Franko Škugor [5]
  - Đôi nữ:  Eri Hozumi /  Makoto Ninomiya [12],  Irina-Camelia Begu /  Mihaela Buzărnescu [14]

| Trận đấu trên Sân chính                             | Trận đấu trên Sân chính                             | Trận đấu trên Sân chính                             | Trận đấu trên Sân chính                             |
| Trận đấu trên Sân Philippe Chatrier (Sân Trung tâm) | Trận đấu trên Sân Philippe Chatrier (Sân Trung tâm) | Trận đấu trên Sân Philippe Chatrier (Sân Trung tâm) | Trận đấu trên Sân Philippe Chatrier (Sân Trung tâm) |
| Sự kiện                                             | Người thắng trận                                    | Người thua cuộc                                     | Tỷ số                                               |
| --------------------------------------------------- | --------------------------------------------------- | --------------------------------------------------- | --------------------------------------------------- |
| Vòng 2 đơn nữ                                       | Sloane Stephens [7]                                 | Sara Sorribes Tormo                                 | 6–3, 7–6(7−3)                                       |
| Vòng 2 đơn nam                                      | Kei Nishikori [7]                                   | Jo-Wilfried Tsonga [PR]                             | 4–6, 6–4, 6–4, 6–4                                  |
| Vòng 2 đơn nam                                      | Roger Federer [3]                                   | Oscar Otte [LL]                                     | 6−4, 6−3, 6−4                                       |
| Vòng 2 đơn nữ                                       | Viktória Kužmová                                    | Kiki Bertens [4]                                    | 3–1, bỏ cuộc                                        |
| Vòng 2 đơn nữ                                       | Belinda Bencic [15] vs Laura Siegemund              | Belinda Bencic [15] vs Laura Siegemund              | 4−6, 6−4, 4−4, hoãn                                 |
| Trận đấu trên Sân Suzanne Lenglen (Grandstand)      |                                                     |                                                     |                                                     |
| Sự kiện                                             | Người thắng trận                                    | Người thua cuộc                                     | Tỷ số                                               |
| Vòng 2 đơn nữ                                       | Garbiñe Muguruza [19]                               | Johanna Larsson                                     | 6–4, 6–1                                            |
| Vòng 2 đơn nam                                      | Rafael Nadal [2]                                    | Yannick Maden [Q]                                   | 6−1, 6−2, 6−4                                       |
| Vòng 2 đơn nữ                                       | Petra Martić [31]                                   | Kristina Mladenovic                                 | 6−2, 6−1                                            |
| Vòng 2 đơn nam                                      | Benoît Paire                                        | Pierre-Hugues Herbert                               | 6−2, 6−2, 5−7, 6−7(6−8), 11−9                       |
| Trận đấu trên Sân Simonne Mathieu                   |                                                     |                                                     |                                                     |
| Sự kiện                                             | Người thắng trận                                    | Người thua cuộc                                     | Tỷ số                                               |
| Vòng 2 đơn nam                                      | Stefanos Tsitsipas [6]                              | Hugo Dellien                                        | 4−6, 6−0, 6−3, 7−5                                  |
| Vòng 2 đơn nữ                                       | Karolína Plíšková [2]                               | Kristína Kučová [Q]                                 | 6−2, 6−2                                            |
| Vòng 2 đơn nam                                      | Grigor Dimitrov                                     | Marin Čilić [11]                                    | 6−7(3−7), 6−4, 4−6, 7−6(7−2), 6−3                   |

### Ngày 5 (30 tháng 5)
- Lịch thi đấu
- Hạt giống bị loại:
  - Đơn nam:  Diego Schwartzman [17],  Fernando Verdasco [23],  Gilles Simon [26],  Kyle Edmund [28]
  - Đơn nữ:  Aryna Sabalenka [11],  Wang Qiang [16],  Daria Kasatkina [21],  Bianca Andreescu [22],  Caroline Garcia [24],  Hsieh Su-wei [25],  Maria Sakkari [29]
  - Đôi nam:
  - Đôi nữ:  Barbora Krejčíková /  Kateřina Siniaková [1],  Darija Jurak /  Raluca Olaru [16]
  - Đôi nam nữ:  Demi Schuurs /  Jean-Julien Rojer [4]

| Trận đấu trên Sân chính                             | Trận đấu trên Sân chính                             | Trận đấu trên Sân chính                             | Trận đấu trên Sân chính                             |
| Trận đấu trên Sân Philippe Chatrier (Sân Trung tâm) | Trận đấu trên Sân Philippe Chatrier (Sân Trung tâm) | Trận đấu trên Sân Philippe Chatrier (Sân Trung tâm) | Trận đấu trên Sân Philippe Chatrier (Sân Trung tâm) |
| Sự kiện                                             | Người thắng trận                                    | Người thua cuộc                                     | Tỷ số                                               |
| --------------------------------------------------- | --------------------------------------------------- | --------------------------------------------------- | --------------------------------------------------- |
| Vòng 2 đơn nam                                      | Dominic Thiem [4]                                   | Alexander Bublik                                    | 6−3, 6−7(6−8), 6−3, 7−5                             |
| Vòng 2 đơn nữ                                       | Belinda Bencic [15]                                 | Laura Siegemund                                     | 4−6, 6−4, 6−4                                       |
| Vòng 2 đơn nữ                                       | Serena Williams [10]                                | Kurumi Nara [Q]                                     | 6–3, 6–2                                            |
| Vòng 2 đơn nữ                                       | Anna Blinkova [Q]                                   | Caroline Garcia [24]                                | 1–6, 6–4, 6–4                                       |
| Vòng 2 đơn nam                                      | Martin Kližan vs Lucas Pouille [22]                 | Martin Kližan vs Lucas Pouille [22]                 | 7−6(7−4), 2−6, 6−3, 3−1, hoãn                       |
| Trận đấu trên Sân Suzanne Lenglen (Grandstand)      |                                                     |                                                     |                                                     |
| Sự kiện                                             | Người thắng trận                                    | Người thua cuộc                                     | Tỷ số                                               |
| Vòng 2 đơn nữ                                       | Naomi Osaka [1]                                     | Victoria Azarenka                                   | 4−6, 7−5, 6−3                                       |
| Vòng 2 đơn nam                                      | Novak Djokovic [1]                                  | Henri Laaksonen [LL]                                | 6−1, 6−4, 6−3                                       |
| Vòng 2 đơn nam                                      | Gaël Monfils [14]                                   | Adrian Mannarino                                    | 6−3, 6−4, 6−4                                       |
| Vòng 2 đơn nữ                                       | Simona Halep [3]                                    | Magda Linette                                       | 6−4, 5−7, 6−3                                       |
| Trận đấu trên Sân Simonne Mathieu                   |                                                     |                                                     |                                                     |
| Sự kiện                                             | Người thắng trận                                    | Người thua cuộc                                     | Tỷ số                                               |
| Vòng 2 đơn nữ                                       | Ekaterina Alexandrova                               | Samantha Stosur                                     | 3−6, 6−1, 6−4                                       |
| Vòng 2 đơn nam                                      | Alexander Zverev [5]                                | Mikael Ymer [Q]                                     | 6–1, 6–3, 7–6(7–3)                                  |
| Vòng 2 đơn nam                                      | Juan Martín del Potro [8]                           | Yoshihito Nishioka                                  | 5−7, 6−4, 6−2, 6−7(5−7), 6−2                        |

### Ngày 6 (31 tháng 5)
- Lịch thi đấu
- Hạt giống bị loại:
  - Đơn nam:  Lucas Pouille [22],  David Goffin [27],  Laslo Đere [31]
  - Đơn nữ:  Karolína Plíšková [2],  Elina Svitolina [9],  Belinda Bencic [15],  Elise Mertens [20],  Carla Suárez Navarro [28]
  - Đôi nữ:  Chan Hao-ching /  Latisha Chan [8],  Anna-Lena Grönefeld /  Demi Schuurs [9]

| Trận đấu trên Sân chính                             | Trận đấu trên Sân chính                             | Trận đấu trên Sân chính                             | Trận đấu trên Sân chính                             |
| Trận đấu trên Sân Philippe Chatrier (Sân Trung tâm) | Trận đấu trên Sân Philippe Chatrier (Sân Trung tâm) | Trận đấu trên Sân Philippe Chatrier (Sân Trung tâm) | Trận đấu trên Sân Philippe Chatrier (Sân Trung tâm) |
| Sự kiện                                             | Người thắng trận                                    | Người thua cuộc                                     | Tỷ số                                               |
| --------------------------------------------------- | --------------------------------------------------- | --------------------------------------------------- | --------------------------------------------------- |
| Vòng 3 đơn nữ                                       | Petra Martić [31]                                   | Karolína Plíšková [2]                               | 6−3, 6−3                                            |
| Vòng 2 đơn nam                                      | Martin Kližan                                       | Lucas Pouille [22]                                  | 7−6(7−4), 2−6, 6−3, 3−6, 9–7                        |
| Vòng 3 đơn nữ                                       | Garbiñe Muguruza [19]                               | Elina Svitolina [9]                                 | 6−3, 6−3                                            |
| Vòng 3 đơn nam                                      | Rafael Nadal [2]                                    | David Goffin [27]                                   | 6–1, 6–3, 4–6, 6–3                                  |
| Vòng 3 đơn nam                                      | Stefanos Tsitsipas [6] vs Filip Krajinović          | Stefanos Tsitsipas [6] vs Filip Krajinović          | 7−5, 6−3, 5−5, hoãn                                 |
| Trận đấu trên Sân Suzanne Lenglen (Grandstand)      |                                                     |                                                     |                                                     |
| Sự kiện                                             | Người thắng trận                                    | Người thua cuộc                                     | Tỷ số                                               |
| Vòng 3 đơn nữ                                       | Anastasija Sevastova [12]                           | Elise Mertens [20]                                  | 6−7(3−7), 6−4, 11−9                                 |
| Vòng 3 đơn nam                                      | Roger Federer [3]                                   | Casper Ruud                                         | 6−3, 6−1, 7−6(10−8)                                 |
| Vòng 3 đơn nữ                                       | Sloane Stephens [7]                                 | Polona Hercog                                       | 6–3, 5–7, 6–4                                       |
| Trận đấu trên Sân Simonne Mathieu                   |                                                     |                                                     |                                                     |
| Sự kiện                                             | Người thắng trận                                    | Người thua cuộc                                     | Tỷ số                                               |
| Vòng 3 đơn nữ                                       | Markéta Vondroušová                                 | Carla Suárez Navarro [28]                           | 6−4, 6−4                                            |
| Vòng 3 đơn nam                                      | Benoît Paire                                        | Pablo Carreño Busta                                 | 6–2, 4–6, 7–6(7–1), bỏ cuộc                         |
| Vòng 3 đơn nam                                      | Leonardo Mayer                                      | Nicolas Mahut [WC]                                  | 3–6, 7–6(7–3), 6–4, 7–6(7–3)                        |
| Vòng 3 đơn nữ                                       | Johanna Konta [26]                                  | Viktória Kužmová                                    | 6−2, 6−1                                            |

### Ngày 7 (1 tháng 6)
- Lịch thi đấu
- Hạt giống bị loại:
  - Đơn nam:  Borna Ćorić [13],  Roberto Bautista Agut [18],  Dušan Lajović [30]
  - Đơn nữ:  Naomi Osaka [1],  Serena Williams [10],  Lesia Tsurenko [27]
  - Đôi nam:  Łukasz Kubot /  Marcelo Melo [1],  Bob Bryan /  Mike Bryan [7],  Nicolas Mahut /  Jürgen Melzer [13]
  - Đôi nữ:  Alicja Rosolska /  Yang Zhaoxuan [13]

| Trận đấu trên Sân chính                             | Trận đấu trên Sân chính                             | Trận đấu trên Sân chính                             | Trận đấu trên Sân chính                             |
| Trận đấu trên Sân Philippe Chatrier (Sân Trung tâm) | Trận đấu trên Sân Philippe Chatrier (Sân Trung tâm) | Trận đấu trên Sân Philippe Chatrier (Sân Trung tâm) | Trận đấu trên Sân Philippe Chatrier (Sân Trung tâm) |
| Sự kiện                                             | Người thắng trận                                    | Người thua cuộc                                     | Tỷ số                                               |
| --------------------------------------------------- | --------------------------------------------------- | --------------------------------------------------- | --------------------------------------------------- |
| Vòng 3 đơn nữ                                       | Simona Halep [3]                                    | Lesia Tsurenko [27]                                 | 6–2, 6–1                                            |
| Vòng 3 đơn nam                                      | Stefanos Tsitsipas [6]                              | Filip Krajinović                                    | 7−5, 6−3, 6−7(5–7), 7–6(8–6)                        |
| Vòng 3 đơn nam                                      | Novak Djokovic [1]                                  | Salvatore Caruso [Q]                                | 6−3, 6−3, 6−2                                       |
| Vòng 3 đơn nam                                      | Gaël Monfils [14]                                   | Antoine Hoang [WC]                                  | 6−3, 6−2, 6−3                                       |
| Vòng 3 đơn nữ                                       | Sofia Kenin                                         | Serena Williams [10]                                | 6−2, 7−5                                            |
| Trận đấu trên Sân Suzanne Lenglen (Grandstand)      |                                                     |                                                     |                                                     |
| Sự kiện                                             | Người thắng trận                                    | Người thua cuộc                                     | Tỷ số                                               |
| Vòng 3 đơn nam                                      | Fabio Fognini [9]                                   | Roberto Bautista Agut [18]                          | 7–6(7–5), 6−4, 4−6, 6−1                             |
| Vòng 3 đơn nữ                                       | Kateřina Siniaková                                  | Naomi Osaka [1]                                     | 6−4, 6−2                                            |
| Vòng 3 đơn nam                                      | Dominic Thiem [4]                                   | Pablo Cuevas                                        | 6−3, 4−6, 6−2, 7−5                                  |
| Vòng 3 đơn nữ                                       | Ashleigh Barty [8]                                  | Andrea Petkovic                                     | 6−3, 6−1                                            |
| Trận đấu trên Sân Simonne Mathieu                   |                                                     |                                                     |                                                     |
| Sự kiện                                             | Người thắng trận                                    | Người thua cuộc                                     | Tỷ số                                               |
| Vòng 3 đơn nam                                      | Alexander Zverev [5]                                | Dušan Lajović [30]                                  | 6−4, 6−2, 4−6, 1–6, 6−2                             |
| Vòng 3 đơn nữ                                       | Madison Keys [14]                                   | Anna Blinkova [Q]                                   | 6–3, 6–7(5–7), 6–4                                  |
| Vòng 3 đơn nam                                      | Juan Martín del Potro [8]                           | Jordan Thompson                                     | 6–4, 6–4, 6–0                                       |

### Ngày 8 (2 tháng 6)
- Lịch thi đấu
- Hạt giống bị loại:
  - Đơn nam:  Stefanos Tsitsipas [6]
  - Đơn nữ:  Anastasija Sevastova [12],  Garbiñe Muguruza [19],  Donna Vekić [23]
  - Đôi nam:  Oliver Marach /  Mate Pavić [4],  Henri Kontinen /  John Peers [8],  Robin Haase /  Frederik Nielsen [14]
  - Đôi nữ:  Hsieh Su-wei /  Barbora Strýcová [3]
  - Đôi nam nữ:  Anna-Lena Grönefeld /  Robert Farah [8]

| Trận đấu trên Sân chính                             | Trận đấu trên Sân chính                             | Trận đấu trên Sân chính                             | Trận đấu trên Sân chính                             |
| Trận đấu trên Sân Philippe Chatrier (Sân Trung tâm) | Trận đấu trên Sân Philippe Chatrier (Sân Trung tâm) | Trận đấu trên Sân Philippe Chatrier (Sân Trung tâm) | Trận đấu trên Sân Philippe Chatrier (Sân Trung tâm) |
| Sự kiện                                             | Người thắng trận                                    | Người thua cuộc                                     | Tỷ số                                               |
| --------------------------------------------------- | --------------------------------------------------- | --------------------------------------------------- | --------------------------------------------------- |
| Vòng 4 đơn nữ                                       | Petra Martić [31]                                   | Kaia Kanepi                                         | 5–7, 6–2, 6–4                                       |
| Vòng 4 đơn nam                                      | Roger Federer [3]                                   | Leonardo Mayer                                      | 6−2, 6−3, 6−3                                       |
| Vòng 4 đơn nam                                      | Rafael Nadal [2]                                    | Juan Ignacio Londero                                | 6−2, 6−3, 6−3                                       |
| Vòng 4 đơn nữ                                       | Sloane Stephens [7]                                 | Garbiñe Muguruza [19]                               | 6−4, 6−3                                            |
| Trận đấu trên Sân Suzanne Lenglen (Grandstand)      |                                                     |                                                     |                                                     |
| Sự kiện                                             | Người thắng trận                                    | Người thua cuộc                                     | Tỷ số                                               |
| Vòng 4 đơn nữ                                       | Markéta Vondroušová                                 | Anastasija Sevastova [12]                           | 6–2, 6–0                                            |
| Vòng 4 đơn nữ                                       | Johanna Konta [26]                                  | Donna Vekić [23]                                    | 6–2, 6–4                                            |
| Vòng 4 đơn nam                                      | Stan Wawrinka [24]                                  | Stefanos Tsitsipas [6]                              | 7–6(8–6), 5–7, 6–4, 3–6, 8–6                        |
| Vòng 4 đơn nam                                      | Kei Nishikori [7] vs Benoît Paire                   | Kei Nishikori [7] vs Benoît Paire                   | 6–2, 6–7(8–10), 6–2, hoãn                           |
| Trận đấu trên Sân Simonne Mathieu                   |                                                     |                                                     |                                                     |
| Sự kiện                                             | Người thắng trận                                    | Người thua cuộc                                     | Tỷ số                                               |
| Vòng 3 đôi nam                                      | Guido Pella Diego Schwartzman                       | Grégoire Barrère [WC] Quentin Halys [WC]            | 6–4, 6–4                                            |
| Vòng 3 đôi nữ                                       | Tímea Babos [2] Kristina Mladenovic [2]             | Anna-Lena Friedsam [PR] Laura Siegemund [PR]        | 4–6, 6–3, 6–3                                       |
| Vòng 3 đôi nam                                      | Kevin Krawietz Andreas Mies                         | Oliver Marach [4] Mate Pavić [4]                    | 7–5, 3–6, 7–5                                       |
| Vòng 2 đôi nam nữ                                   | Zhang Shuai [5] John Peers [5]                      | Tímea Babos Márton Fucsovics                        | 6−0, 6−4                                            |
| Vòng 3 đôi nữ                                       | Kirsten Flipkens [15] Johanna Larsson [15]          | Nadiia Kichenok Abigail Spears                      | 6−3, 6−2                                            |

### Ngày 9 (3 tháng 6)
- Lịch thi đấu
- Hạt giống bị loại:
  - Đơn nam:  Juan Martín del Potro [8],  Fabio Fognini [9],  Gaël Monfils [14]
  - Đôi nam:  Jean-Julien Rojer /  Horia Tecău [10]
  - Đôi nữ:  Lucie Hradecká /  Andreja Klepač [10],  Victoria Azarenka /  Ashleigh Barty [11]
  - Đôi nam nữ:  Chan Hao-ching /  Oliver Marach [6],  Alicja Rosolska /  Nikola Mektić [7]

| Trận đấu trên Sân chính                             | Trận đấu trên Sân chính                             | Trận đấu trên Sân chính                             | Trận đấu trên Sân chính                             |
| Trận đấu trên Sân Philippe Chatrier (Sân Trung tâm) | Trận đấu trên Sân Philippe Chatrier (Sân Trung tâm) | Trận đấu trên Sân Philippe Chatrier (Sân Trung tâm) | Trận đấu trên Sân Philippe Chatrier (Sân Trung tâm) |
| Sự kiện                                             | Người thắng trận                                    | Người thua cuộc                                     | Tỷ số                                               |
| --------------------------------------------------- | --------------------------------------------------- | --------------------------------------------------- | --------------------------------------------------- |
| Vòng 4 đơn nữ                                       | Ashleigh Barty [8]                                  | Sofia Kenin                                         | 6−3, 3−6, 6−0                                       |
| Vòng 4 đơn nam                                      | Novak Djokovic [1]                                  | Jan-Lennard Struff                                  | 6−3, 6−2, 6−2                                       |
| Vòng 4 đơn nam                                      | Dominic Thiem [4]                                   | Gaël Monfils [14]                                   | 6–4, 6–4, 6–2                                       |
| Vòng 4 đơn nữ                                       | Simona Halep [3]                                    | Iga Świątek                                         | 6–1, 6–0                                            |
| Trận đấu trên Sân Suzanne Lenglen (Grandstand)      |                                                     |                                                     |                                                     |
| Sự kiện                                             | Người thắng trận                                    | Người thắng cuộc                                    | Tỷ số                                               |
| Vòng 4 đơn nữ                                       | Madison Keys [14]                                   | Kateřina Siniaková                                  | 6–2, 6–4                                            |
| Vòng 4 đơn nam                                      | Kei Nishikori [7]                                   | Benoît Paire                                        | 6–2, 6–7(8–10), 6–2, 6–7(8–10), 7–5                 |
| Vòng 4 đơn nam                                      | Alexander Zverev [5]                                | Fabio Fognini [9]                                   | 3−6, 6−2, 6−2, 7−6(7−5)                             |
| Vòng 4 đơn nam                                      | Karen Khachanov [10]                                | Juan Martín del Potro [8]                           | 7–5, 6–3, 3–6, 6–3                                  |
| Trận đấu trên Sân Simonne Mathieu                   |                                                     |                                                     |                                                     |
| Sự kiện                                             | Người thắng trận                                    | Người thua cuộc                                     | Tỷ số                                               |
| Tứ kết đôi nam                                      | Guido Pella Diego Schwartzman                       | Jean-Julien Rojer [10] Horia Tecău [10]             | 6−4, 6−4                                            |
| Tứ kết đôi nam                                      | Juan Sebastián Cabal [3] Robert Farah [3]           | Mikhail Kukushkin Joran Vliegen                     | 6–2, 6–2                                            |
| Vòng 3 đôi nữ                                       | Gabriela Dabrowski [4] Xu Yifan [4]                 | Fiona Ferro Diane Parry                             | 6–1, 7–6(7–5)                                       |
| Vòng 3 đôi nam nữ                                   | Nadiia Kichenok [ALT] Aisam-ul-Haq Qureshi [ALT]    | Chan Hao-ching [6] Oliver Marach [6]                | 6−3, 6−4                                            |
| Vòng 4 đơn nữ                                       | Amanda Anisimova                                    | Aliona Bolsova [Q]                                  | 6–3, 6–0                                            |

### Ngày 10 (4 tháng 6)
- Lịch thi đấu
- Hạt giống bị loại:
  - Đơn nam:  Kei Nishikori [7],  Stan Wawrinka [24]
  - Đơn nữ:  Sloane Stephens [7],  Petra Martić [31]
  - Đôi nam:  Rajeev Ram /  Joe Salisbury [11]
  - Đôi nữ:  Gabriela Dabrowski /  Xu Yifan [4],  Samantha Stosur /  Zhang Shuai [5],  Nicole Melichar /  Květa Peschke [7]
  - Đôi nam nữ:  Zhang Shuai /  John Peers [5]

| Trận đấu trên Sân chính                             | Trận đấu trên Sân chính                             | Trận đấu trên Sân chính                             | Trận đấu trên Sân chính                             |
| Trận đấu trên Sân Philippe Chatrier (Sân Trung tâm) | Trận đấu trên Sân Philippe Chatrier (Sân Trung tâm) | Trận đấu trên Sân Philippe Chatrier (Sân Trung tâm) | Trận đấu trên Sân Philippe Chatrier (Sân Trung tâm) |
| Sự kiện                                             | Người thắng trận                                    | Người thua cuộc                                     | Tỷ số                                               |
| --------------------------------------------------- | --------------------------------------------------- | --------------------------------------------------- | --------------------------------------------------- |
| Tứ kết đơn nữ                                       | Johanna Konta [26]                                  | Sloane Stephens [7]                                 | 6−1, 6−4                                            |
| Tứ kết đơn nam                                      | Rafael Nadal [2]                                    | Kei Nishikori [7]                                   | 6−1, 6−1, 6−3                                       |
| Trận đấu trên Sân Suzanne Lenglen (Grandstand)      |                                                     |                                                     |                                                     |
| Sự kiện                                             | Người thắng trận                                    | Người thua cuộc                                     | Tỷ số                                               |
| Tứ kết đơn nam                                      | Roger Federer [3]                                   | Stan Wawrinka [24]                                  | 7−6(7−4), 4−6, 7−6(7−5), 6−4                        |
| Tứ kết đơn nữ                                       | Markéta Vondroušová                                 | Petra Martić [31]                                   | 7−6(7−1), 7−5                                       |
| Trận đấu trên Sân Simonne Mathieu                   |                                                     |                                                     |                                                     |
| Sự kiện                                             | Người thắng trận                                    | Người thua cuộc                                     | Tỷ số                                               |
| Vòng bảng đôi huyền thoại trên 45                   | Mikael Pernfors Mats Wilander                       | Arnaud Boetsch Cédric Pioline                       | 6−7(5−7), 7−5, [10−8]                               |
| Tứ kết đôi nữ                                       | Tímea Babos [2] Kristina Mladenovic [2]             | Samantha Stosur [5] Zhang Shuai [5]                 | 3−6, 6−1, 7−6(7−3)                                  |
| Tứ kết đôi nữ                                       | Kirsten Flipkens [15] Johanna Larsson [15]          | Nicole Melichar [7] Květa Peschke [7]               | 3–6, 7–6(7–4), 6–1                                  |
| Tứ kết đôi nam                                      | Jérémy Chardy Fabrice Martin                        | Rajeev Ram [11] Joe Salisbury [11]                  | 6−4, 7−6(8−6)                                       |

### Ngày 11 (5 tháng 6)
Đây là lần đầu tiên kể từ năm 2016, tất cả các trận đấu bị hoãn vì điều kiện thời tiết.
- Lịch thi đấu

### Ngày 12 (6 tháng 6)
Các trận đấu thường bắt đầu vào 1500 CEST, nhưng do điều kiện thời tiết vào ngày trước, trận đấu bắt đầu vào 1200 CEST. Trận bán kết đơn nữ chuyển sang thứ 6, ngày 7 tháng 6.
- Lịch thi đấu
- Hạt giống bị loại:
  - Đơn nam:  Alexander Zverev [5],  Karen Khachanov [10]
  - Đơn nữ:  Simona Halep [3],  Madison Keys [14]
  - Đôi nam:  Juan Sebastián Cabal /  Robert Farah [3]
  - Đôi nam nữ:  Nicole Melichar /  Bruno Soares [1]

| Trận đấu trên Sân chính                             | Trận đấu trên Sân chính                             | Trận đấu trên Sân chính                             | Trận đấu trên Sân chính                             |
| Trận đấu trên Sân Philippe Chatrier (Sân Trung tâm) | Trận đấu trên Sân Philippe Chatrier (Sân Trung tâm) | Trận đấu trên Sân Philippe Chatrier (Sân Trung tâm) | Trận đấu trên Sân Philippe Chatrier (Sân Trung tâm) |
| Sự kiện                                             | Người thắng trận                                    | Người thua cuộc                                     | Tỷ số                                               |
| --------------------------------------------------- | --------------------------------------------------- | --------------------------------------------------- | --------------------------------------------------- |
| Tứ kết đơn nữ                                       | Amanda Anisimova                                    | Simona Halep [3]                                    | 6−2, 6−4                                            |
| Tứ kết đơn nam                                      | Novak Djokovic [1]                                  | Alexander Zverev [5]                                | 7−5, 6−2, 6−2                                       |
| Bán kết đôi nam                                     | Jérémy Chardy Fabrice Martin                        | Juan Sebastián Cabal [3] Robert Farah [3]           | 7−5, 6−4                                            |
| Trận đấu trên Sân Suzanne Lenglen (Grandstand)      |                                                     |                                                     |                                                     |
| Sự kiện                                             | Người thắng trận                                    | Người thua cuộc                                     | Tỷ số                                               |
| Tứ kết đơn nữ                                       | Ashleigh Barty [8]                                  | Madison Keys [14]                                   | 6−3, 7−5                                            |
| Tứ kết đơn nam                                      | Dominic Thiem [4]                                   | Karen Khachanov [10]                                | 6−2, 6−4, 6−2                                       |
| Bán kết đôi nam                                     | Kevin Krawietz Andreas Mies                         | Guido Pella Diego Schwartzman                       | 7−5, 6−3                                            |
| Trận đấu trên Sân Simonne Mathieu                   |                                                     |                                                     |                                                     |
| Sự kiện                                             | Người thắng trận                                    | Người thua cuộc                                     | Tỷ số                                               |
| Vòng bảng đôi huyền thoại dưới 45                   | Yevgeny Kafelnikov Marat Safin                      | Sébastien Grosjean Michaël Llodra                   | 3−6, 7−5, [10−6]                                    |
| Bán kết đôi nam nữ                                  | Latisha Chan Ivan Dodig                             | Nicole Melichar [1] Bruno Soares [1]                | 6−2, 6−1                                            |
| Tứ kết đôi nữ                                       | Elise Mertens [6] Aryna Sabalenka [6]               | Lyudmyla Kichenok Jeļena Ostapenko                  | 7−5, 6−2                                            |
| Vòng bảng đôi huyền thoại dưới 45                   | Tommy Haas Paul-Henri Mathieu                       | Yevgeny Kafelnikov Marat Safin                      | 7−5, 6−3                                            |
| Vòng bảng đôi huyền thoại trên 45                   | Sergi Bruguera Goran Ivanišević                     | Mansour Bahrami Fabrice Santoro                     | 4−6, 6−1, [10−8]                                    |
| Vòng bảng đôi huyền thoại dưới 45                   | Juan Carlos Ferrero Andriy Medvedev                 | James Blake Mark Philippoussis                      | 6−2, 7−5                                            |

### Ngày 13 (7 tháng 6)
- Lịch thi đấu
- Hạt giống bị loại:
  - Đơn nam:  Roger Federer [3]
  - Đơn nữ:  Johanna Konta [26]
  - Đôi nữ:  Elise Mertens /  Aryna Sabalenka [6],  Kirsten Flipkens /  Johanna Larsson [15]
  - Đôi nam nữ:  Gabriela Dabrowski /  Mate Pavić [2]

| Trận đấu trên Sân chính                             | Trận đấu trên Sân chính                             | Trận đấu trên Sân chính                             | Trận đấu trên Sân chính                             |
| Trận đấu trên Sân Philippe Chatrier (Sân Trung tâm) | Trận đấu trên Sân Philippe Chatrier (Sân Trung tâm) | Trận đấu trên Sân Philippe Chatrier (Sân Trung tâm) | Trận đấu trên Sân Philippe Chatrier (Sân Trung tâm) |
| Sự kiện                                             | Người thắng trận                                    | Người thua cuộc                                     | Tỷ số                                               |
| --------------------------------------------------- | --------------------------------------------------- | --------------------------------------------------- | --------------------------------------------------- |
| Bán kết đơn nam                                     | Rafael Nadal [2]                                    | Roger Federer [3]                                   | 6−3, 6−4, 6−2                                       |
| Bán kết đơn nam                                     | Novak Djokovic [1] vs Dominic Thiem [4]             | Novak Djokovic [1] vs Dominic Thiem [4]             | 2–6, 6–3, 1–3, hoãn                                 |
| Trận đấu trên Sân Suzanne Lenglen (Grandstand)      |                                                     |                                                     |                                                     |
| Sự kiện                                             | Người thắng trận                                    | Người thua cuộc                                     | Tỷ số                                               |
| Bán kết đơn nữ                                      | Ashleigh Barty [8]                                  | Amanda Anisimova                                    | 6−7(4−7), 6−3, 6−3                                  |
| Bán kết đôi nữ                                      | Tímea Babos [2] Kristina Mladenovic [2]             | Elise Mertens [6] Aryna Sabalenka [6]               | 6–2, 6–1                                            |
| Trận đấu trên Sân Simonne Mathieu                   |                                                     |                                                     |                                                     |
| Sự kiện                                             | Người thắng trận                                    | Người thua cuộc                                     | Tỷ số                                               |
| Bán kết đơn nữ                                      | Markéta Vondroušová                                 | Johanna Konta [26]                                  | 7−5, 7−6(7−2)                                       |
| Chung kết đôi nam nữ                                | Latisha Chan Ivan Dodig                             | Gabriela Dabrowski [2] Mate Pavić [2]               | 6–1, 7–6(7–5)                                       |
| Vòng bảng đôi nữ huyền thoại                        | Nathalie Dechy Amélie Mauresmo                      | Marion Bartoli Iva Majoli                           | 6–2, 6–0                                            |

### Ngày 14 (8 tháng 6)
- Lịch thi đấu
- Hạt giống bị loại:
  - Đơn nam:  Novak Djokovic [1]

| Trận đấu trên Sân chính                             | Trận đấu trên Sân chính                             | Trận đấu trên Sân chính                             | Trận đấu trên Sân chính                             |
| Trận đấu trên Sân Philippe Chatrier (Sân Trung tâm) | Trận đấu trên Sân Philippe Chatrier (Sân Trung tâm) | Trận đấu trên Sân Philippe Chatrier (Sân Trung tâm) | Trận đấu trên Sân Philippe Chatrier (Sân Trung tâm) |
| Sự kiện                                             | Người thắng trận                                    | Người thua cuộc                                     | Tỷ số                                               |
| --------------------------------------------------- | --------------------------------------------------- | --------------------------------------------------- | --------------------------------------------------- |
| Bán kết đơn nam                                     | Dominic Thiem [4]                                   | Novak Djokovic [1]                                  | 6–2, 3–6, 7–5, 5–7, 7–5                             |
| Chung kết đơn nữ                                    | Ashleigh Barty [8]                                  | Markéta Vondroušová                                 | 6−1, 6−3                                            |
| Chung kết đôi nam                                   | Kevin Krawietz Andreas Mies                         | Jérémy Chardy Fabrice Martin                        | 6−2, 7−6(7−3)                                       |
| Trận đấu trên Sân Suzanne Lenglen (Grandstand)      |                                                     |                                                     |                                                     |
| Sự kiện                                             | Người thắng trận                                    | Người thua cuộc                                     | Tỷ số                                               |
| Vòng bảng đôi huyền thoại trên 45                   | Mikael Pernfors Mats Wilander                       | Michael Chang John McEnroe                          | 6−4, 7−5                                            |
| Chung kết đôi nữ huyền thoại                        | Nathalie Dechy Amélie Mauresmo                      | Martina Navratilova Dinara Safina                   | 6–3, 6–4                                            |
| Vòng bảng đôi huyền thoại trên 45                   | Mansour Bahrami Fabrice Santoro                     | Pat Cash Henri Leconte                              | 6–4, 6–2                                            |
| Vòng bảng đôi huyền thoại trên 45                   | Sébastien Grosjean Michaël Llodra                   | Tommy Haas Paul-Henri Mathieu                       | 6−4, 7−5                                            |

### Ngày 15 (9 tháng 6)
Rafael Nadal giành danh hiệu Pháp Mở rộng thứ 12, một kỷ lục trong một giải đơn Grand Slam, vượt qua số danh hiệu đơn giành được của Margaret Court.
- Lịch thi đấu
- Hạt giống bị loại:
  - Đơn nam:  Dominic Thiem [4]

| Trận đấu trên Sân chính                             | Trận đấu trên Sân chính                             | Trận đấu trên Sân chính                             | Trận đấu trên Sân chính                             |
| Trận đấu trên Sân Philippe Chatrier (Sân Trung tâm) | Trận đấu trên Sân Philippe Chatrier (Sân Trung tâm) | Trận đấu trên Sân Philippe Chatrier (Sân Trung tâm) | Trận đấu trên Sân Philippe Chatrier (Sân Trung tâm) |
| Sự kiện                                             | Người thắng trận                                    | Người thua cuộc                                     | Tỷ số                                               |
| --------------------------------------------------- | --------------------------------------------------- | --------------------------------------------------- | --------------------------------------------------- |
| Chung kết đôi nữ                                    | Tímea Babos [2] Kristina Mladenovic [2]             | Duan Yingying Zheng Saisai                          | 6–2, 6–3                                            |
| Chung kết đơn nam                                   | Rafael Nadal [2]                                    | Dominic Thiem [4]                                   | 6–3, 5–7, 6–1, 6–1                                  |
| Trận đấu trên Sân Suzanne Lenglen (Grandstand)      |                                                     |                                                     |                                                     |
| Sự kiện                                             | Người thắng trận                                    | Người thua cuộc                                     | Tỷ số                                               |
| Chung kết đôi huyền thoại trên 45                   | Sergi Bruguera Goran Ivanišević                     | Mikael Pernfors Mats Wilander                       | 6–2, 4–6, [10–4]                                    |
| Chung kết đôi huyền thoại dưới 45                   | Sébastien Grosjean Michaël Llodra                   | Juan Carlos Ferrero Andriy Medvedev                 | 7–6(7–4), 7–5                                       |

## Hạt giống đơn
Dưới đây là những tay vợt được xếp loại hạt giống. Hạt giống dựa trên bảng xếp hạng ATP và WTA vào ngày 20 tháng 5 năm 2019. Xếp hạng và điểm trước thi đấu vào ngày 27 tháng 5 năm 2019.

### Đơn nam
| Hạt giống | Xếp hạng | Tay vợt               | Điểm trước thi đấu | Điểm bảo vệ | Điểm giành được | Điểm sau thi đấu | Thực trạng                                |
| --------- | -------- | --------------------- | ------------------ | ----------- | --------------- | ---------------- | ----------------------------------------- |
| 1         | 1        | Novak Djokovic        | 12,355             | 360         | 720             | 12,715           | Semifinals lost to Dominic Thiem [4]      |
| 2         | 2        | Rafael Nadal          | 7,945              | 2,000       | 2,000           | 7,945            | Champion, defeated Dominic Thiem [4]      |
| 3         | 3        | Roger Federer         | 5,950              | 0           | 720             | 6,670            | Semifinals lost to Rafael Nadal [2]       |
| 4         | 4        | Dominic Thiem         | 4,685              | 1,200       | 1,200           | 4,685            | Runner-up, lost to Rafael Nadal [2]       |
| 5         | 5        | Alexander Zverev      | 4,360              | 360         | 360             | 4,360            | Quarterfinals lost to Novak Djokovic [1]  |
| 6         | 6        | Stefanos Tsitsipas    | 4,080              | 45          | 180             | 4,215            | Fourth round lost to Stan Wawrinka [24]   |
| 7         | 7        | Kei Nishikori         | 3,860              | 180         | 360             | 4,040            | Quarterfinals lost to Rafael Nadal [2]    |
| 8         | 9        | Juan Martín del Potro | 3,235              | 720         | 180             | 2,695            | Fourth round lost to Karen Khachanov [10] |
| 9         | 12       | Fabio Fognini         | 2,785              | 180         | 180             | 2,785            | Fourth round lost to Alexander Zverev [5] |
| 10        | 11       | Karen Khachanov       | 2,800              | 180         | 360             | 2,980            | Quarterfinals lost to Dominic Thiem [4]   |
| 11        | 13       | Marin Čilić           | 2,710              | 360         | 45              | 2,395            | Second round lost to Grigor Dimitrov      |
| 12        | 14       | Daniil Medvedev       | 2,625              | 10          | 10              | 2,625            | First round lost to Pierre-Hugues Herbert |
| 13        | 15       | Borna Ćorić           | 2,525              | 90          | 90              | 2,525            | Third round lost to Jan-Lennard Struff    |
| 14        | 17       | Gaël Monfils          | 1,965              | 90          | 180             | 2,055            | Fourth round lost to Dominic Thiem [4]    |
| 15        | 16       | Nikoloz Basilashvili  | 1,970              | 10          | 10              | 1,970            | First round lost to Juan Ignacio Londero  |
| 16        | 19       | Marco Cecchinato      | 1,840              | 720         | 10              | 1,130            | First round lost to Nicolas Mahut [WC]    |
| 17        | 20       | Diego Schwartzman     | 1,755              | 360         | 45              | 1,440            | Second round lost to Leonardo Mayer       |
| 18        | 21       | Roberto Bautista Agut | 1,690              | 90          | 90              | 1,690            | Third round lost to Fabio Fognini [9]     |
| 19        | 23       | Guido Pella           | 1,460              | 45+25       | 45+20           | 1,455            | Second round lost to Corentin Moutet [WC] |
| 20        | 24       | Denis Shapovalov      | 1,425              | 45          | 10              | 1,390            | First round lost to Jan-Lennard Struff    |
| 21        | 25       | Alex de Minaur        | 1,410              | 0+65        | 45+20           | 1,410            | Second round lost to Pablo Carreño Busta  |
| 22        | 26       | Lucas Pouille         | 1,385              | 90          | 45              | 1,340            | Second round lost to Martin Kližan        |
| 23        | 27       | Fernando Verdasco     | 1,370              | 180         | 45              | 1,235            | Second round lost to Antoine Hoang [WC]   |
| 24        | 28       | Stan Wawrinka         | 1,365              | 10          | 360             | 1,715            | Quarterfinals lost to Roger Federer [3]   |
| 25        | 22       | Félix Auger-Aliassime | 1,482              | (20)†       | 0               | 1,462            | Withdrew due to left abductor injury      |
| 26        | 33       | Gilles Simon          | 1,235              | 90          | 45              | 1,190            | Second round lost to Salvatore Caruso [Q] |
| 27        | 29       | David Goffin          | 1,325              | 180         | 90              | 1,235            | Third round lost to Rafael Nadal [2]      |
| 28        | 30       | Kyle Edmund           | 1,325              | 90          | 45              | 1,280            | Second round retired against Pablo Cuevas |
| 29        | 31       | Matteo Berrettini     | 1,320              | 90          | 45              | 1,275            | Second round lost to Casper Ruud          |
| 30        | 35       | Dušan Lajović         | 1,226              | 45          | 90              | 1,271            | Third round lost to Alexander Zverev [5]  |
| 31        | 32       | Laslo Đere            | 1,314              | 10+75       | 90+10           | 1,329            | Third round lost to Kei Nishikori [7]     |
| 32        | 34       | Frances Tiafoe        | 1,230              | 10          | 10              | 1,230            | First round lost to Filip Krajinović      |

† Tay vợt không vượt qua vòng loại ở giải đấu năm 2018. Thay vào đó, điểm tốt nhất của lần 18 sẽ được thay thế vào.

#### Tay vợt rút lui khỏi giải đấu
| Xếp hạng | Tay vợt        | Điểm trước | Điểm bảo vệ | Điểm sau | Lý do rút lui              |
| -------- | -------------- | ---------- | ----------- | -------- | -------------------------- |
| 8        | Kevin Anderson | 3,745      | 180         | 3,565    | Chấn thương khuỷu tay phải |
| 10       | John Isner     | 2,895      | 180         | 2,715    | Chấn thương chân trái      |
| 18       | Milos Raonic   | 1,960      | 0           | 1,960    | Chấn thương đầu gối phải   |

### Đơn nữ
| Hạt giống | Xếp hạng | Tay vợt               | Điểm trước thi đấu | Điểm bảo vệ | Điểm giành được | Điểm sau thi đấu | Thực trạng                                         |
| --------- | -------- | --------------------- | ------------------ | ----------- | --------------- | ---------------- | -------------------------------------------------- |
| 1         | 1        | Naomi Osaka           | 6,486              | 130         | 130             | 6,486            | Third round lost to Kateřina Siniaková             |
| 2         | 2        | Karolína Plíšková     | 5,685              | 130         | 130             | 5,685            | Third round lost to Petra Martić [31]              |
| 3         | 3        | Simona Halep          | 5,533              | 2,000       | 430             | 3,963            | Quarterfinals lost to Amanda Anisimova             |
| 4         | 4        | Kiki Bertens          | 5,405              | 130         | 70              | 5,345            | Second round retired against Viktória Kužmová      |
| 5         | 5        | Angelique Kerber      | 5,095              | 430         | 10              | 4,675            | First round lost to Anastasia Potapova             |
| 6         | 6        | Petra Kvitová         | 5,055              | 130         | 0               | 4,925            | Withdrew due to left arm injury                    |
| 7         | 7        | Sloane Stephens       | 4,552              | 1,300       | 430             | 3,682            | Quarterfinals lost to Johanna Konta [26]           |
| 8         | 8        | Ashleigh Barty        | 4,420              | 70          | 2,000           | 6,350            | Champion, defeated Markéta Vondroušová             |
| 9         | 9        | Elina Svitolina       | 3,967              | 130         | 130             | 3,967            | Third round lost to Garbiñe Muguruza [19]          |
| 10        | 10       | Serena Williams       | 3,521              | 240         | 130             | 3,411            | Third round lost to Sofia Kenin                    |
| 11        | 11       | Aryna Sabalenka       | 3,505              | 10          | 70              | 3,565            | Second round lost to Amanda Anisimova              |
| 12        | 12       | Anastasija Sevastova  | 3,136              | 10          | 240             | 3,366            | Fourth round lost to Markéta Vondroušová           |
| 13        | 13       | Caroline Wozniacki    | 3,063              | 240         | 10              | 2,833            | First round lost to Veronika Kudermetova           |
| 14        | 14       | Madison Keys          | 2,965              | 780         | 430             | 2,615            | Quarterfinals lost to Ashleigh Barty [8]           |
| 15        | 15       | Belinda Bencic        | 2,893              | 70          | 130             | 2,953            | Third round lost to Donna Vekić [23]               |
| 16        | 16       | Wang Qiang            | 2,812              | 130         | 70              | 2,752            | Second round lost to Iga Świątek                   |
| 17        | 17       | Anett Kontaveit       | 2,565              | 240         | 10              | 2,335            | First round lost to Karolína Muchová               |
| 18        | 18       | Julia Görges          | 2,520              | 130         | 10              | 2,400            | First round lost to Kaia Kanepi                    |
| 19        | 19       | Garbiñe Muguruza      | 2,465              | 780         | 240             | 1,925            | Fourth round lost to Sloane Stephens [7]           |
| 20        | 20       | Elise Mertens         | 2,305              | 240         | 130             | 2,195            | Third round lost Anastasija Sevastova [12]         |
| 21        | 21       | Daria Kasatkina       | 2,150              | 430         | 70              | 1,790            | Second round lost to Monica Puig                   |
| 22        | 23       | Bianca Andreescu      | 1,973              | 30          | 70              | 2,013            | Second round withdrew due to right shoulder injury |
| 23        | 24       | Donna Vekić           | 1,940              | 70          | 240             | 2,110            | Fourth round lost to Johanna Konta [26]            |
| 24        | 22       | Caroline Garcia       | 2,055              | 240         | 70              | 1,885            | Second round lost to Anna Blinkova [Q]             |
| 25        | 25       | Hsieh Su-wei          | 1,825              | 10          | 70              | 1,885            | Second round lost to Andrea Petkovic               |
| 26        | 26       | Johanna Konta         | 1,785              | 10          | 780             | 2,555            | Semifinals lost to Markéta Vondroušová             |
| 27        | 27       | Lesia Tsurenko        | 1,767              | 240         | 130             | 1,657            | Third round lost to Simona Halep [3]               |
| 28        | 29       | Carla Suárez Navarro  | 1,672              | 70          | 130             | 1,732            | Third round lost to Markéta Vondroušová            |
| 29        | 30       | Maria Sakkari         | 1,642              | 130         | 70              | 1,582            | Second round lost to Kateřina Siniaková            |
| 30        | 33       | Mihaela Buzărnescu    | 1,575              | 240         | 10              | 1,345            | First round lost to Ekaterina Alexandrova          |
| 31        | 31       | Petra Martić          | 1,615              | 70          | 430             | 1,975            | Quarterfinals lost to Markéta Vondroušová          |
| 32        | 34       | Aliaksandra Sasnovich | 1,550              | 70          | 10              | 1,490            | First round lost to Polona Hercog                  |

## Hạt giống đôi
| Đội                  | Đội                    | Xếp hạng1 | Hạt giống |
| -------------------- | ---------------------- | --------- | --------- |
| Łukasz Kubot         | Marcelo Melo           | 7         | 1         |
| Jamie Murray         | Bruno Soares           | 15        | 2         |
| Juan Sebastián Cabal | Robert Farah           | 20        | 3         |
| Oliver Marach        | Mate Pavić             | 26        | 4         |
| Nikola Mektić        | Franko Škugor          | 27        | 5         |
| Raven Klaasen        | Michael Venus          | 28        | 6         |
| Bob Bryan            | Mike Bryan             | 35        | 7         |
| Henri Kontinen       | John Peers             | 35        | 8         |
| Máximo González      | Horacio Zeballos       | 39        | 9         |
| Jean-Julien Rojer    | Horia Tecău            | 41        | 10        |
| Rajeev Ram           | Joe Salisbury          | 47        | 11        |
| Ivan Dodig           | Édouard Roger-Vasselin | 59        | 12        |
| Nicolas Mahut        | Jürgen Melzer          | 60        | 13        |
| Robin Haase          | Frederik Nielsen       | 65        | 14        |
| Ben McLachlan        | Jan-Lennard Struff     | 69        | 15        |
| Austin Krajicek      | Artem Sitak            | 73        | 16        |

| Đội                 | Đội                 | Xếp hạng1 | Hạt giống |
| ------------------- | ------------------- | --------- | --------- |
| Barbora Krejčíková  | Kateřina Siniaková  | 3         | 1         |
| Tímea Babos         | Kristina Mladenovic | 9         | 2         |
| Hsieh Su-wei        | Barbora Strýcová    | 22        | 3         |
| Gabriela Dabrowski  | Xu Yifan            | 22        | 4         |
| Samantha Stosur     | Zhang Shuai         | 23        | 5         |
| Elise Mertens       | Aryna Sabalenka     | 29        | 6         |
| Nicole Melichar     | Květa Peschke       | 29        | 7         |
| Chan Hao-ching      | Latisha Chan        | 32        | 8         |
| Anna-Lena Grönefeld | Demi Schuurs        | 34        | 9         |
| Lucie Hradecká      | Andreja Klepač      | 42        | 10        |
| Victoria Azarenka   | Ashleigh Barty      | 51        | 11        |
| Eri Hozumi          | Makoto Ninomiya     | 54        | 12        |
| Alicja Rosolska     | Yang Zhaoxuan       | 56        | 13        |
| Irina-Camelia Begu  | Mihaela Buzărnescu  | 61        | 14        |
| Kirsten Flipkens    | Johanna Larsson     | 70        | 15        |
| Darija Jurak        | Raluca Olaru        | 73        | 16        |

### Đôi nam nữ
| Đội                 | Đội               | Xếp hạng1 | Hạt giống |
| ------------------- | ----------------- | --------- | --------- |
| Nicole Melichar     | Bruno Soares      | 23        | 1         |
| Gabriela Dabrowski  | Mate Pavić        | 23        | 2         |
| Barbora Krejčiková  | Rajeev Ram        | 26        | 3         |
| Demi Schuurs        | Jean-Julien Rojer | 27        | 4         |
| Zhang Shuai         | John Peers        | 28        | 5         |
| Chan Hao-ching      | Oliver Marach     | 31        | 6         |
| Alicja Rosolska     | Nikola Mektić     | 33        | 7         |
| Anna-Lena Grönefeld | Robert Farah      | 37        | 8         |

- 1 Bảng xếp hạng vào ngày 27 tháng 5 năm 2019.

## Đặc cách vào vòng đấu chính
Những tay vợt sau đây sẽ được đưa vào tham gia giải đấu chính thức qua đặc cách dựa trên lựa chọn nội bộ và các màn trình diễn gần đây.
| - Grégoire Barrère - Quentin Halys - Antoine Hoang - Maxime Janvier - Nicolas Mahut - Corentin Moutet - Tommy Paul - Alexei Popyrin | - Audrey Albié - Lauren Davis - Priscilla Hon - Selena Janicijevic - Chloé Paquet - Diane Parry - Jessika Ponchet - Harmony Tan |

| - Grégoire Barrère / Quentin Halys - Elliot Benchetrit / Geoffrey Blancaneaux - Benjamin Bonzi / Antoine Hoang - Mathias Bourgue / Jonathan Eysseric - Enzo Couacaud / Tristan Lamasine - Hugo Gaston / Clément Tabur - Manuel Guinard / Arthur Rinderknech | - Julie Belgraver / Mylène Halemai - Loudmilla Bencheikh / Cori Gauff - Estelle Cascino / Elixane Lechemia - Aubane Droguet / Selena Janicijevic - Fiona Ferro / Diane Parry - Amandine Hesse / Jessika Ponchet - Chloé Paquet / Pauline Parmentier |

### Đôi nam nữ
- Manon Arcangioli /  Tristan Lamasine
- Alizé Cornet /  Jonathan Eysseric
- Amandine Hesse /  Benjamin Bonzi
- Chloé Paquet /  Benoît Paire
- Pauline Parmentier /  Fabrice Martin
- Margot Yerolymos /  Grégoire Barrère

## Vòng loại
| Vượt qua vòng loại đơn nam 1. Tennys Sandgren 2. Salvatore Caruso 3. Elliot Benchetrit 4. Mikael Ymer 5. Simone Bolelli 6. Alexey Vatutin 7. Thiago Monteiro 8. Yannick Maden 9. Pedro Martínez 10. Kimmer Coppejans 11. Blaž Rola 12. Guillermo García López 13. Stefano Travaglia 14. Alexandre Müller 15. Yannick Hanfmann 16. Rudolf Molleker Thua cuộc may mắn 1. Sergiy Stakhovsky 2. Lukáš Rosol 3. Oscar Otte 4. Henri Laaksonen 5. Alejandro Davidovich Fokina | Vượt qua vòng loại đơn nữ 1. Bernarda Pera 2. Kristína Kučová 3. Kurumi Nara 4. Aliona Bolsova 5. Varvara Lepchenko 6. Giulia Gatto-Monticone 7. Antonia Lottner 8. Sofya Zhuk 9. Anna Blinkova 10. Liudmila Samsonova 11. Jasmine Paolini 12. Elena Rybakina Thua cuộc may mắn 1. Marie Bouzková 2. Tímea Babos 3. Kaja Juvan |

## Bảo toàn thứ hạng
Dưới đây là những tay vợt được vào vòng đấu chính nhờ bảo toàn thứ hạng:
| Đơn nam - Jozef Kovalík (PR 85) - Cedrik-Marcel Stebe (PR 95) - Janko Tipsarević (PR 88) - Jo-Wilfried Tsonga (PR 34) | Đơn nữ - Shelby Rogers (PR 81) - Anna Tatishvili (PR 107) |

## Rút lui
Dưới đây là những tay vợt đã được vào vòng đấu chính, nhưng rút lui vì bị chấn thương hoặc những lý do khác.
| Đơn nam - Kevin Anderson → thay thế bởi Maximilian Marterer - Félix Auger-Aliassime → thay thế bởi Alejandro Davidovich Fokina - Tomáš Berdych → thay thế bởi Sergiy Stakhovsky - John Isner → thay thế bởi Roberto Carballés Baena - Nick Kyrgios → thay thế bởi Oscar Otte - Sam Querrey → thay thế bởi Henri Laaksonen - Milos Raonic → thay thế bởi Lukáš Rosol - Andrey Rublev → thay thế bởi Filip Krajinović | Đơn nữ - Katie Boulter → thay thế bởi Marie Bouzková - Camila Giorgi → thay thế bởi Tímea Babos - Petra Kvitová → thay thế bởi Kaja Juvan - Ekaterina Makarova → thay thế bởi Anna Tatishvili - Maria Sharapova → thay thế bởi Mandy Minella |

## Nhà vô địch

### Chuyên nghiệp

#### Đơn nam
- Rafael Nadal đánh bại  Dominic Thiem, 6–3, 5–7, 6–1, 6–1

#### Đơn nữ
- Ashleigh Barty đánh bại  Markéta Vondroušová, 6–1, 6–3

#### Đôi nam
- Kevin Krawietz /  Andreas Mies đánh bại  Jérémy Chardy /  Fabrice Martin, 6–2, 7–6(7–3)

#### Đôi nữ
- Tímea Babos /  Kristina Mladenovic đánh bại  Duan Yingying /  Zheng Saisai, 6–2, 6–3

#### Đôi hỗn hợp
- Latisha Chan /  Ivan Dodig đánh bại  Gabriela Dabrowski /  Mate Pavić, 6–1, 7–6(7–5)

### Trẻ

#### Đơn nam trẻ
- Holger Vitus Nødskov Rune đánh bại  Toby Alex Kodat, 6–3, 6–7(5–7), 6–0

#### Đơn nữ trẻ
- Leylah Annie Fernandez đánh bại  Emma Navarro, 6–3, 6–2

#### Đôi nam trẻ
- Matheus Pucinelli de Almeida /  Thiago Agustín Tirante đánh bại  Flavio Cobolli /  Dominic Stephan Stricker, 7–6(7–3), 6–4

#### Đôi nữ trẻ
- Chloe Beck /  Emma Navarro đánh bại  Alina Charaeva /  Anastasia Tikhonova, 6–1, 6–2

### Sự kiện xe lăn

#### Đơn nam xe lăn
- Gustavo Fernández đánh bại  Gordon Reid, 6–1, 6–3

#### Đơn nữ xe lăn
- Diede de Groot đánh bại  Yui Kamiji, 6–1, 6–0

#### Đơn xe lăn quad
- Dylan Alcott đánh bại  David Wagner, 6–2, 4–6, 6–2

#### Đôi nam xe lăn
- Gustavo Fernández /  Shingo Kunieda đánh bại  Stéphane Houdet /  Nicolas Peifer, 2–6, 6–2, [10–8]

#### Đôi nữ xe lăn
- Diede de Groot /  Aniek van Koot đánh bại  Marjolein Buis /  Sabine Ellerbrock, 6–1, 6–1

#### Đôi xe lăn quad
- Dylan Alcott /  David Wagner đánh bại  Ymanitu Silva /  Koji Sugeno, 6–3, 6–3

### Sự kiện khác

#### Đôi huyền thoại dưới 45
- Sébastien Grosjean /  Michaël Llodra đánh bại  Juan Carlos Ferrero /  Andriy Medvedev, 7–6(7–4), 7–5

#### Đôi huyền thoại trên 45
- Sergi Bruguera /  Goran Ivanišević đánh bại  Mikael Pernfors /  Mats Wilander, 6–2, 4–6, [10–4]

#### Đôi nữ huyền thoại
- Nathalie Dechy /  Amélie Mauresmo đánh bại  Martina Navratilova /  Dinara Safina, 6–3, 6–4

## Nhà tài trợ
- BNP Paribas
- Peugeot
- Rolex
- Oppo
- Emirates
- Infosys
- Engie
- Lacoste
- Perrier
- Jersey Mike's
- Brighthouse Financial
- Just for Men
- Franklin Templeton